# Kopaniny (Łazy)
Kopaniny – część wsi Łazy w Polsce położona w województwie małopolskim, w powiecie krakowskim, w gminie Jerzmanowice-Przeginia.
W latach 1975–1998 Kopaniny należały administracyjnie do województwa krakowskiego.